# Emma Samuelsson
Emma Katinka Renée Samuelsson (Åsa, 17 de octubre de 1988) es una deportista sueca que compite en esgrima, especialista en la modalidad de espada.
Ganó una medalla de plata en el Campeonato Mundial de Esgrima de 2015 y una medalla de plata en el Campeonato Europeo de Esgrima de 2007, ambas en la prueba individual.
Participó en los Juegos Olímpicos de Pekín 2008, ocupando el octavo lugar en la prueba individual.

## Palmarés internacional
| Campeonato Mundial | Campeonato Mundial | Campeonato Mundial | Campeonato Mundial |
| Año                | Lugar              | Medalla            | Prueba             |
| ------------------ | ------------------ | ------------------ | ------------------ |
| 2015               | Moscú (Rusia)      | Medalla de plata   | Espada individual  |
| Campeonato Europeo |                    |                    |                    |
| Año                | Lugar              | Medalla            | Prueba             |
| 2007               | Gante (Bélgica)    | Medalla de plata   | Espada individual  |